# Bulbophyllum inconspicuum
Bulbophyllum inconspicuum es una especie de orquídea epifita originaria de Asia.   

## Descripción
Es una  orquídea de pequeño tamaño , de crecimiento cálido con hábitos de epífita con pequeños pseudobulbos distantes, ovoides,  que llevan una sola hoja apical, carnosa, oblongo-elíptica a elíptico-oblanceolada, a menudo caniculada, obtusa a redondeada, que se estrecha en la base peciolada. Flores en una corta inflorescencia, de 1 cm de largo con una única flor que se mantiene cerca del pseudobulbo y por debajo de las hojas.

## Distribución y hábitat
Se encuentra en Japón, las islas Ryukyu y Corea.

## Taxonomía
Bulbophyllum inconspicuum fue descrita por Carl Johann Maximowicz  y publicado en The Genera and Species of Orchidaceous Plants 49. 1830.
Etimología
Bulbophyllum: nombre genérico que se refiere a la forma de las hojas que es bulbosa.
inconspicuum: epíteto latino que significa "discreta".